# Велдон (Каліфорнія)
Велдон (англ. Weldon) — переписна місцевість (CDP) в США, в окрузі Керн штату Каліфорнія. Населення — 2303 особи (2020).

## Географія
Велдон розташований за координатами 35°38′39″ пн. ш. 118°18′33″ зх. д. / 35.64417° пн. ш. 118.30917° зх. д. (35.644103, -118.309088).  За даними Бюро перепису населення США в 2010 році переписна місцевість мала площу 69,39 км², з яких 69,00 км² — суходіл та 0,39 км² — водойми.

## Демографія
Згідно з переписом 2010 року, у переписній місцевості мешкали 2642 особи в 1167 домогосподарствах у складі 736 родин. Густота населення становила 38 осіб/км².  Було 1583 помешкання (23/км²).
Расовий склад населення:
| - 89,9 % — білих - 3,1 % — корінних американців - 0,4 % — азіатів - 0,2 % — чорних або афроамериканців - 2,0 % — осіб інших рас |

До двох чи більше рас належало 4,4 %. Частка іспаномовних становила 8,2 % від усіх жителів.
За віковим діапазоном населення розподілялося таким чином: 18,3 % — особи молодші 18 років, 55,9 % — особи у віці 18—64 років, 25,8 % — особи у віці 65 років та старші. Медіана віку мешканця становила 50,7 року. На 100 осіб жіночої статі у переписній місцевості припадало 98,3 чоловіків;  на 100 жінок у віці від 18 років та старших — 100,0 чоловіків також старших 18 років.
Середній дохід на одне домашнє господарство  становив 38 975 доларів США (медіана — 28 262), а середній дохід на одну сім'ю — 45 299 доларів (медіана — 42 000). За межею бідності перебувало 29,3 % осіб, у тому числі 68,6 % дітей у віці до 18 років та 8,7 % осіб у віці 65 років та старших.
Цивільне працевлаштоване населення становило 574 особи. Основні галузі зайнятості: фінанси, страхування та нерухомість — 20,7 %, роздрібна торгівля — 20,0 %, освіта, охорона здоров'я та соціальна допомога — 12,7 %, будівництво — 7,8 %.